# Malm (bydel)
 For alternative betydninger, se Malm (flertydig). (Se også artikler, som begynder med Malm)
Malm betegner i forbindelse med stednavne et område udenfor bykernen i flere byer i Sverige og Finland, bl.a. i Stockholm og Helsingfors.
Navnet betyder sand/grus og har sin oprindelse i det svenske verbum mala (på dansk male i betydningen sønderknuse) og er således en betegnelse for nogle af de moræneaflejringer, ofte åse, som opstod ved indlandsisens afsmeltning i Skandinavien. Heraf kommer også eksempelvis stednavnene Malmslätt (sandslette) og Malmö (sandhøj).

## Stockholms malm-kvarterer
De oprindeligt ubeboede sandområder nord og syd for Stockholms Stadsholmen (nuværende Gamla stan) var karakteriseret ved skovbevoksede åse og kaldtes Norrmalm og Södermalm, og malm fik derved bibetydningen forstad. Ordet kom senere til at indgå i de yngre benævnelser Östermalm og Västermalm.
I ældre tider var det almindeligt at have landhuse, badstuer og kolonihaver på 'malmene' nord og syd for Stockholm. De herregårde, som voksede frem i 1600- og 1700-tallet på Stockholms 'malme', kom til at kaldes malmgårde.
I 1800-tallet, då indflytningen til Stockholm var kraftig, bebyggedes 'malmene' og malm-kvartererne tog form.